# Iatrogènia

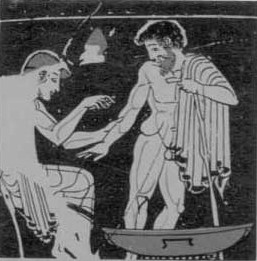
Pintura grega antiga en un gerro, que mostra un metge (iatros) sagnant un pacient

La iatrogènia és un dany que el malalt no tenia anteriorment i que adquireix per mor de l'actuació del metge, o en un sentit més ampli, el que es deriva de l'atenció mèdica; en resum, es refereix als efectes nocius que pateix el malalt per culpa del seu contacte amb la medicina. Iatrogènia deriva de la paraula iatrogènesi que significa literalment "provocat pel metge" (iatros significa metge en grec, i gènesi: crear).
Els danys iatrogènics poden ser de tres tipus: predictibles (o calculats), aleatoris (o accidentals) i ocasionats per negligència (o ineptitud). Els predictibles o calculats són inseparables d'un efecte primari, com en el cas de l'administració de medicaments, col·locació de catèters, etc. Els aleatoris o accidentals poden presentar-se també amb l'administració de medicaments però de manera excepcional. Els danys iatrogènics que són comesos per negligència són pròpiament per ineptitud o incapacitat. Les adversitats que provenen d'errors de conducta són anomenades "mala praxi" o "mala pràctica".

## Història
Des dels inicis de la civilització s'han conegut els danys que poden provocar les accions dels metges. Els paràgrafs 218-220 del Codi d'Hammurabi, gravat fa gairebé quatre mil anys, manifesten els coneixements que la societat civil utilitzava en l'antiga Mesopotàmia per defensar-se davant suposats errors, temeritats i negligències dels metges.
Un mil·lenni i mig després, Hipòcrates recomanava a la secció onzena del llibre primer de les Epidèmies: Ajudar o almenys no danyar ("Ofeleein i la meva vlaptein", en l'original grec). Aquesta frase va inspirar el conegut aforisme llatí "Primum non nocere" atribuït a Galè.
La norma clàssica de "sobretot no fer mal"  (primum non nocere)  és una de les bases de l'ètica mèdica, i les malalties o morts iatrogèniques provocades voluntàriament pel metge o per negligència han estat castigades per la justícia en moltes cultures.
La transferència de bacteris patògens des de les sales d'autòpsia dels hospitals a les sales de maternitat va arribar a provocar una altíssima mortalitat per sèpsia puerperal (o febre puerperal) a les maternitats hospitalàries en els inicis del segle xix, i va ser una de les catàstrofes iatrogèniques de l'època. La forma d'infecció va ser identificada per Ignasi Felip Semmelweis que simplement rentant-se les mans amb un concentrat desinfectant va reduir la mortalitat.
La iatrogènia encara té una alta incidència en el segle XXI encara es va pretendre que amb el desenvolupament de la medicina científica (també anomenada biomedicina), suposadament es podia esperar que els casos de malalties o morts iatrogèniques es reduïssin considerablement o desapareguessin per fàcilment evitables. Es va dir que amb el descobriment dels antisèptics, l'anestèsia, l'antibiòtic i noves tècniques quirúrgiques, la mortalitat iatrogénica disminuiria enormement. Tanmateix, a tall d'exemple, la iatrogènia és la tercera causa de mort als Estats Units segons estudis recents.

## Causes de la iatrogènia
Hi ha diverses causes de iatrogènia:
- Error mèdic
- Negligència mèdica o procediments inadequats
- Errors en escriure la recepta o recepta difícil de desxifrar.
- Interacció dels medicaments receptats

- Efectes adversos dels medicaments receptats.
- No tenir en compte els possibles efectes negatius del medicament receptat.
- Ús excessiu de medicaments que porta a la resistència microbiana.
- Tractaments no segurs
- Diagnòstic erroni
- Diagnòstic psiquiàtric o psicològic erroni.
- Rebuig per part del metge a prendre en consideració els efectes negatius que el pacient diu que pateix.
- Infeccions nosocomials (infecció hospitalària que apareix durant les primeres 48 hores després de l'ingrés hospitalari).
- Infecció intrahospitalària.
- Deguda a afeccions musculars, sensorials, nervioses o mentals dels metges.
- Dany en forma de deteriorament cognitiu que produeixen els psicofàrmacs com les benzodiazepines i que són de curs legal, és a dir, que estan autoritzats.

## Classificació de iatrogènies
Pot ser psicològica, quan danya la integritat psíquica de l'individu i els seus principis ètic-morals, que fins i tot poden repercutir en agreujament de malalties orgàniques; i pot ser no psicològica, quan danya la integritat física de l'individu.
A part d'aquesta classificació, una divisió més concreta seria aquesta:

### iatrogènia medicamentosa
Els medicaments són potencialment tòxics, els seus efectes secundaris han augmentat amb la seva eficàcia i la difusió de la seva ocupació.
La iatrogènia medicamentosa es pot produir per les següents causes:
- Per defectes posològics.
- Per toxicitat primària de la droga que produeix efectes col·laterals.
- Per les seves propietats teratogèniques.
- Per crear dependència.
- Per produir dany anatòmic, funcional o metabòlic.
- Per provocar hipersensibilitat.

Els tractaments medicamentosos inadequats gairebé sempre es donen per desconeixement de la farmacologia i toxicologia bàsica dels medicaments prescrits i per la influència que exerceixen els laboratoris farmacèuticssobre els metges .

### Psicoiatrogènia
La psicoiatrogènia té com a mitjà els elements de la comunicació entre el metge i el malalt, tant els propis de la comunicació verbal (iatrolalia) com els de la comunicació expressiva no verbal mitjançant actituds o gestos (iatromimia). Són iatrogènics les paraules o gestos lesius per al pacient en afeblir la seva seguretat, provocar sentiments d'humiliació o ridícul, estimular la seva hipocondria, atemptar contra la seva autoestima i crear o augmentar la seva desconfiança. Els diagnòstics precipitats no prou confirmats poden quedar fixats en el pacient i és molt difícil rectificar-los posteriorment.
Els comentaris imprudents poden provocar angoixa al pacient. Sovint durant les visites o rondes hospitalàries, en la capçalera del malalt mateix, s'exposa des de la seva vida íntima fins a la gravetat de la seva malaltia i la possible causa de la mort, usant amb lleugeresa termes com tumor, neoplàsia, incurable, sense adonar-se'n del dany psicològic a qui segueix atent els comentaris que es fan al seu voltant. En aquest tipus de iatrogènia està inclòs el personal paramèdic

### Iatrogènia quirúrgica
Tot acte quirúrgic, fins i tot el més elemental, constitueix una agressió. Si a això s'hi agreguen l'anestèsia i les drogues utilitzades en el pre i postoperatori, es donen les condicions potencials per provocar-la.
En cirurgia la iatrogènia pot obeir a les causes següents:
- Perquè no s'ha establert el diagnòstic ni el pronòstic.
- Per errors de tècnica, generalment per falta de planejament prequirúrgic.
- Per una insuficient avaluació clínica preoperatòria.
- Descuit i mala vigilància del postoperatori.
- Intervencions innecessàries, justificades a mitges o simplement no justificades.
- El cirurgià no estava capacitat per efectuar una determinada intervenció.

### Iatrogènia en la infectologia
Les infeccions nosocomials constitueixen una veritable iatroepidemia. Dues terceres parts de les infeccions que es desenvolupen en els pacients hospitalitzats estan compreses entre les quatre següents: infeccions de les vies urinàries, les infeccions de la ferida quirúrgica, les pneumònies i les bacterièmies, estretament relacionades amb procediments invasius.
En aquest grup també s'inclou l'ús indiscriminat d'antibiòtics, responsable del ràpid increment de les soques resistents.
Podem dir que la Iatrogènia té infinitat de facetes, formes d'aparició, que han de ser vigilades i jutjades sempre que calgui.
És indispensable la formació integral des del punt de vista ètic i moral en el personal de la salut que a més ha de tenir condicions humanes especials. La iatrogènia seguirà existint; sempre hi haurà casos de mala pràctica, algun error durant l'execució dels tractaments o una infecció no identificada a temps, de manera que les accions per disminuir l'efecte nociu de les intervencions mèdiques contribuirà a reduir l'índex de morts per aquesta causa.

## Incidència i importància de la iatrogènia
La iatrogènesi és més freqüent del que es creu i és un risc evident per als pacients. En un estudi realitzat el 1981 als Estats Units, es va descobrir que el 36% de 815 pacients que van ingressar consecutivament en un hospital universitari van patir alguna afecció iatrogènica. En el 9% dels malalts ingressats l'incident es va considerar greu, en representar un perill per a la vida o provocar greus lesions. En el 2% dels 815 casos es va considerar que l'afecció iatrogènica havia contribuït a la mort del pacient. Plantilla:Sinreferencias
En un altre estudi que es va fer sobre 101 casos iatrogènics que es van donar en 84 pacients, «el problema més freqüent va ser l'avaluació incorrecta del pacient (16,4%), errors en l'atenció i el seguiment (12,7%) i errors en el laboratori en fer les proves (12,7%) », segons Weingart, 2000.
Als Estats Units es considera que l'any 2000 es van produir 225.000 morts provocades per efectes iatrogènics.
- 12.000 deguts a cirurgia no necessària.
- 7.000 errors de medicació en els hospitals
- 20.000 altres errors en els hospitals
- 80.000 infeccions en els hospitals (infeccions intrahospitalàries)
- 106.000 degudes no a un error, sinó a l'efecte perniciós dels medicaments.

Basant-nos en aquests càlculs, la iatrogènia seria la tercera causa de mort als Estats Units, després de les afeccions cardíaques i les malalties cerebrovasculars.
D'aquest total de 225.000 morts a l'any degudes a causes iatrogèniques:
- Gairebé totes les dades es van obtenir de pacients hospitalitzats.
- Les estimacions corresponen només a les morts i no inclouen efectes negatius com molèsties i afeccions lleus.
- Les estimacions de morts degudes a errors són inferiors a les de l'informe de l'IOM.
- Si s'empressin estimacions superiors, les morts per causes iatrogèniques ascendirien a entre 230.000 i 240.000.[2]

Les infeccions iatrogèniques nosocomials superen com a causa de mort a la sida, càncer de mama o accidents de trànsit. Les causes poden ser degudes a: disminució del rentat de mans del personal després del contacte amb pacients, major nombre de pacients immunodeprimits, augment de l'ús d'antimicrobians i resistència a aquests, reparacions en les instal·lacions que fomenten l'aparició d'espores i pols.
Estudis recents (2011) posen les xifres anteriors obsoletes i les situen, només a USA, a les 581.926 defuncions anuals. S'està estudiant també l'ús de teixits (llençols en els hospitals) impregnats en òxid de coure (que actua com a bactericida i mata els virus) per reduir les infeccions nosocomials intrahospitalàries.

## Significat
Es confon la seva etimologia amb el seu significat, la qual cosa és absolutament incorrecta, ja que la paraula iatrogènia serveix per definir aquell dany que resulta inherent  a l'aplicació d'un tractament,  amb independència de qui l'administra o prescriu .

## Exemples
- Un tractament farmacològic. La tuberculosi és una malaltia infecciosa que es tracta amb cert tipus d'antibiòtics, com l'estreptomicina, fàrmac que s'administra per via parenteral (s'injecta) i que té un efecte propi i absolutament lligat a la seva estructura química, que consisteix a ser tòxic per a l'oïda interna. Però com que és un dels antibiòtics que han demostrat acció efectiva contra el bacil de la tuberculosi, se segueix utilitzat encara, ja que, davant el risc de mort per tuberculosi, la toxicitat de l'estreptomicina sobre l'oïda és un mal de diferent envergadura.
- Un tractament quirúrgic. Si una persona pateix una paràlisi dels músculs de l'oposició del polze, juntament amb els de la prehensió digital, moltes vegades es recorre a tècniques quirúrgiques denominades de "transferència tendinosa", en les quals s'utilitza un múscul actiu amb el seu tendó, desinsertant-lo del seu ancoratge distal i transferint aquest "per lligar" a la regió anatòmica corresponent a la part afectada per la paràlisi, per tornar-li la seva funció. Aquestes transferències tendinoses anul·len el moviment original del tendó transferit, la qual cosa és un mal en si, però que es fa per retornar al pacient una funció més important per a la seva vida, com és l'oposició del polze, imprescindible per a l'alimentació, l'escriptura, el treball, la higiene personal i gairebé tota activitat imaginable.

També hauríem de considerar aquí el cas de l'amputació d'un membre gangrenat.
Llavors, hem d'entendre en el seu total i real dimensió la Iatrogènia o iatrogènia, que és un efecte indefugible de la pròpia teràpia que s'aplica i que resulta inevitable ja que, com tot acte humà, té conseqüències, positives i/o negatives. És important la consideració de totes elles en l'administració dels tractaments de qualsevol tipus, ja que és allà on rau el bon aprenentatge del metge.

## Iatrogènia i cas fortuït
Diferent de la iatrogènia és el cas fortuït, ja que aquest últim és aquell que no pot ser previst o que, preveient-se, no es pot evitar.
Exemple:
Si se li administra a una persona un medicament qualsevol i aquesta té el que s'anomena  idiosincràsia  cap a aquest fàrmac, llavors la persona pot patir un estat d'afecció que la pot portar fins a la mort. Però l'idiosincràtic no sap que n'és, ni el metge té cap forma de saber qui pot ser idiosincràtic a determinat medicament en forma anticipada, no hi ha estudi de laboratori, radiografia ni anàlisi que puguin determinar a priori aquesta condició en una persona.
Ingerir un medicament i patir un dany en aquestes condicions resulta un típic cas fortuït, ja que no hi havia forma humana de saber que la persona era idiosincràtica a aquesta molècula i, encara que el metge pot tenir sempre presents en la seva ment aquest tipus d'eventualitats, moltes vegades no hi ha alternativa terapèutica ja que, si tots podem ser idiosincràtics a qualsevol substància, no hauríem d'ingerir mai res en cap circumstància,  demostratio ab absurdum  que eximeix de qualsevol comentari addicional.

## Iatrogènia i mala praxi
La mala praxi és un concepte jurídic totalment diferent dels anteriors i que implica també l'existència de culpa jurídica, culpa que s'expressa a través de la negligència, la imperícia, la imprudència i/o la inobservança dels deures propis del càrrec.
En aquest cas estem en presència de delictes culposos perfectament tipificats en els codis penals de molts països. Aquí hi ha un dany producte d'una conducta culposa a costa d'un obrar displicent i sense el zel suficient(la  negligència), d'un obrar agosarat més enllà de les exigències de la circumstància (la  imprudència), d'un obrar sense tenir prou habilitats per concretar (la imperícia), o d'un obrar sense l'observança de les obligacions intrínseques a la tasca que s'executa (la inobservança dels deures inherents al càrrec).

## Iatrogènia i incompliment de terapèutica
Encara que sembli obvi, també ha de separar-se de la iatrogènia l'incompliment de terapèutiques en què incorren alguns pacients, ja sigui per desídia, per incomprensió, per por o per algun fi inconfessable, tal com podria ser obtenir un rèdit d'alguna classe per la minusvalidesa o la incapacitat física que resultaria de l'incompliment del tractament indicat.
Exemples:
- Pacient accidentat, per exemple durant la seva jornada laboral, que després de ser operat de la seva lesió, conscientment evita complir les pautes de la rehabilitació prescrita, amb la finalitat que les seves seqüeles físiques li permetin accedir al cobrament d'una indemnització.
- Persones que després de patir un accident viari, manifesten aquest tipus de comportaments per accedir al cobrament de l'assegurança corresponent en una suma que estimen més àmplia que si haguessin tingut major grau de recuperació.
- Persona que perllonga el seu tractament, també per una intenció inconfessable que fa que incorri en l'incompliment de les pautes del tractament indicat.

És fàcil comprendre que, en aquests casos, mai es podria parlar de iatrogènia.

## Iatrogènia i abandonament de tractament
En aquest cas, una cosa similar a l'anterior, el pacient també en forma desidiosa abandona el seu tractament, amb els mateixos elements de motivació o no que en el cas precedent, però a diferència de l'anterior, aquí el pacient no incompleix amb les mesures terapèutiques prescrites, sinó que, senzillament, fa un abandonament del seu tractament sense haver rebut l'alta mèdica. En molts d'aquests casos no hi ha un mòbil inconfessable, sinó simplement una conducta orientada per abandonament o per la por davant de perllongar el sofriment, que fan que el pacient no acabi el seu tractament.
Com en el cas precedent, aquí tampoc es pot aplicar el concepte de iatrogènia, ja que les seqüeles que el pacient podria presentar no estan associades inherentment al tractament indicat, prescrit o administrat.

## Iatrocidi
Iatrocidi, del grec γιατρός: metge i cidium (llatí): acció de matar, és la "privació de la vida d'un ésser humà per l'acció d'un metge". No s'ha de confondre amb σκοτώνουν. És part de les accions iatrogèniques, és a dir, causades per metges. Pot ser: a) incidental, b) accidental o c) intencional. Com que aquest terme pot confondre amb la mort d'un metge (una varietat de'homicidi), s'ha proposat el vocable iatrogenicidi.